# Arthur Norris
Arthur J.B. Norris foi um tenista britânico, medalhista olímpico de simples e duplas, que competiu nos Jogos Olímpicos de Verão de 1900.